# Bromberg-Brahnau
Außenarbeitslager Bromberg-Brahnau, również Lager 15 – niemiecki nazistowski podobóz KL Stutthof, zlokalizowany w bydgoskiej dzielnicy Łęgnowo. Obóz istniał od 15 lipca 1944 do 24 stycznia 1945.
Obóz składał się z sześciu baraków ogrodzonych drutem kolczastym, a znajdował się w pobliżu fabryki. Łącznie do obozu wysłano około 1000 Żydówek w wieku od 16 do 20 lat. Początkowo 37 SS-manów nadzorowało kobiety, lecz kiedy do obozu przyjechały nadzorczynie z Ravensbrück liczba ta zmalała do 12. Więźniarki pracowały w fabryce, w której były narażone na kontakt z łatwo utleniającymi się chemikaliami, które mogły spowodować silne eksplozje.